# Macrothemis guarauno
Macrothemis guarauno – gatunek ważki z rodziny ważkowatych (Libellulidae). Występuje na terenie Ameryki Południowej.